# Monika Olejnik

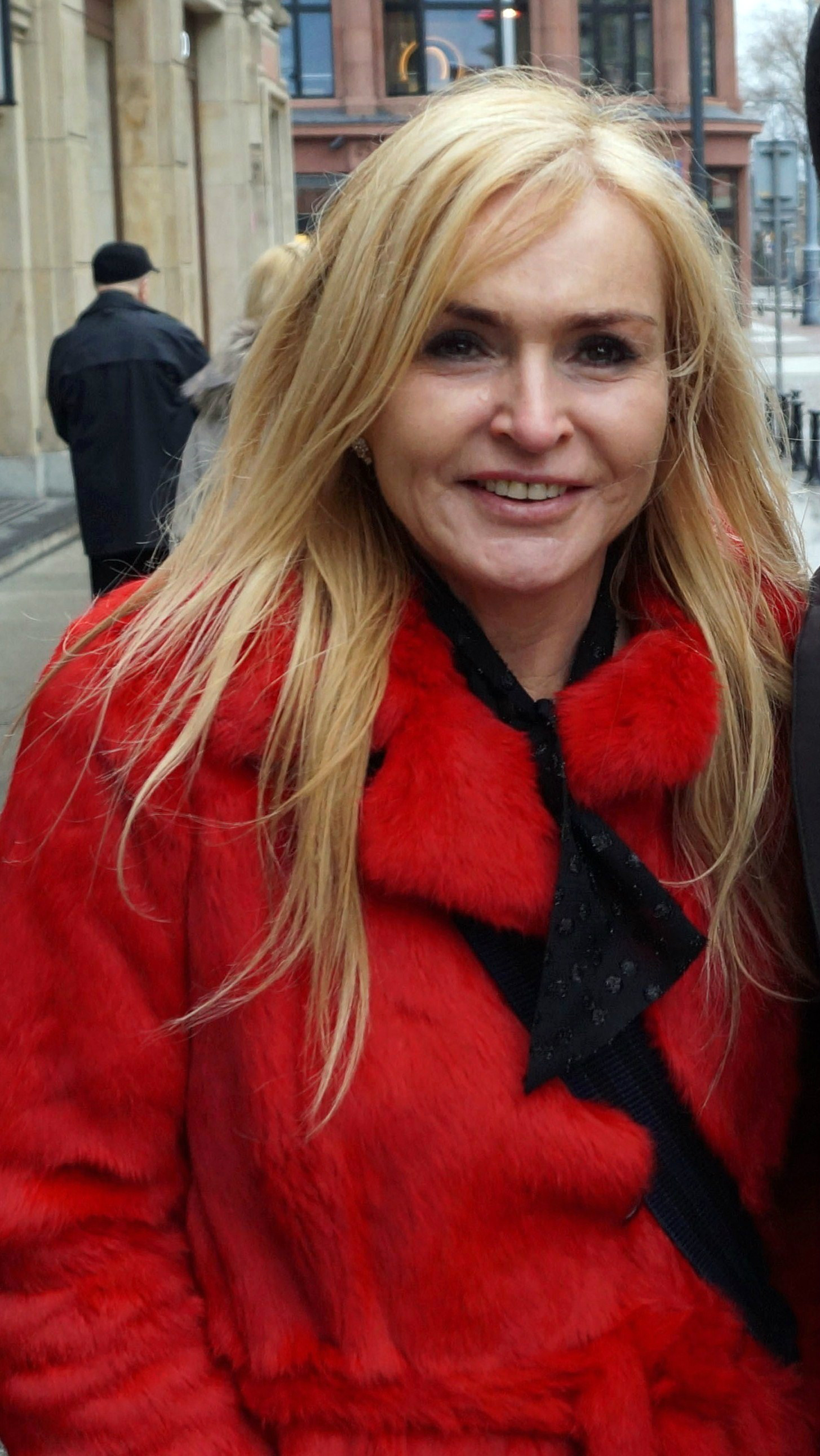
Monika Olejnik (2016)

Monika Olejnik (* 11. November 1956 in Warschau) ist eine polnische Journalistin.

## Leben
Monika Olejnik ist Tochter von Tadeusz Olejnik, Offizier des kommunistischen staatlichen Nachrichten- und Sicherheitsdienstes Służba Bezpieczeństwa.
Nach dem Abitur absolvierte sie die Warschauer Naturwissenschaftliche Universität (Szkoła Główna Gospodarstwa Wiejskiego) in der Fachrichtung Tierwissenschaften. Sie absolvierte auch ein Aufbaustudium im Bereich der Journalistik an der Warschauer Universität.
Ihre Berufslaufbahn begann sie in der Redaktion für Landwirtschaft im 1. Programm des staatlichen polnischen Rundfunks.
Von 1982 an war sie 18 Jahre lang im 3. Programm tätig, wo sie politische Interviews führte. Ab Januar 2001 bis Juni 2016 war sie im privaten Rundfunksender Radio Zet angestellt, wo sie wochentags Interviews und sonntags politische Diskussionen in der Sendung Siódmy dzień tygodnia (Siebenter Tag der Woche) führte.
Im privaten Nachrichtenfernsehen TVN24 führt sie seit 2006 montags, dienstags, mittwochs und donnerstags um 20.00 Uhr Interviews mit den Prominenten unter dem Titel Kropka nad i (Der "i"-Punkt).
Mit Agnieszka Kublik führt sie Interviews für die Tageszeitung Gazeta Wyborcza.
Im Mai 2024 gab Olejnik eine Krebserkrankung bekannt.
Von der politischen Rechten in Polen wird Olejnik häufig als Beispiel für Kinder von PZPR-Regimekadern angeführt, die nach der Systemtransformation, angeblich gestützt auf alte Seilschaften, Karrieren im öffentlichen Leben gemacht haben (sog. resortowe dzieci - Ressortkinder).